# Bray-Saint-Christophe
Bray-Saint-Christophe è un comune francese di 82 abitanti situato nel dipartimento dell'Aisne della regione dell'Alta Francia.

## Società
Jump to navigationJump to search

### Evoluzione demografica
Abitanti censiti